# Hajnáčka
Hajnáčka é um município da Eslováquia, situado no distrito de Rimavská Sobota, na região de Banská Bystrica. Tem 25,67 km² de área e sua população em 2018 foi estimada em 1.143 habitantes.

## Demografia
| Ano:        | 1994 | 2004   | 2014   | 2024   |
| ----------- | ---- | ------ | ------ | ------ |
| Broj ljudi: | 1183 | 1197   | 1174   | 1168   |
| Razlika:    |      | +1,18% | -1,92% | -0,51% |

| Ano:               | 2023 | 2024   |
| ------------------ | ---- | ------ |
| Número de pessoas: | 1165 | 1168   |
| Diferença:         |      | +0,25% |